# KS Piecobiogaz Murowana Goślina
De volleybalclub KS Piecobiogaz Murowana Goślina ontstond in 2009.  